# Wierzchomino
Wierzchomino [vjɛʂxɔˈminɔ] (trước đây là Varchmin của Đức) là một ngôi làng thuộc khu hành chính của Gmina Będzino, thuộc quận Koszalin, West Pomeranian Voivodeship, ở phía tây bắc Ba Lan. Nó nằm khoảng 5 kilômét (3 mi) phía nam Będzino, 15 km (9 mi) phía tây Koszalin, và 124 km (77 mi) về phía đông bắc của thủ đô khu vực Szczecin.